# Joel Perry (Musiker)
Joel Perry (* 1953; † September 2017) war ein US-amerikanischer Jazzgitarrist.

## Leben und Wirken
Perry erwarb den Bachelor (magna cum laude) und den Master in Musikpädagogik an der University of Buffalo, einen weiteren Master-Abschluss in Guitar performance an der New Jersey City State University. Im Laufe seiner Musikerkarriere trat er mit Johnny Copeland (mit dem er in Westafrika tourte), Papa John Creach, Ruth Brown, Big Joe Turner, LaVern Baker, Joni Mitchell, Herb Ellis, Rosemary Clooney, Lesley Gore, Margaret Whiting, Eddie Fisher, James Cotton, Percy France, Leon Thomas, Jimmy Dawkins, Stevie Ray Vaughan, Frank Foster, Frank Wess, Ken Peplowski und Al Hibbler auf.
Perry wirkte bei Aufnahmen von Richard Shulman, Jonny Holtzman, Pat Cuttitta und der Lou Caputo Not So Big Band mit; 1990 spielte er das Soloalbum Rainbow Skylight ein, auf dem Perry Jazzstandards wie „Jitterbug Waltz“, „Goodbye Pork Pie Hat“, „Honeysuckle Rose“ und „Old Devil Moon“ interpretierte. Im Bereich des Jazz war er zwischen 1979 und 2015 an sechs Aufnahmesessions beteiligt.
Perry unterrichtet Blues-, Jazz- und klassisches Gitarrenspiel am Wharton Institute for the Performing Arts in Berkeley Heights. Er ist Mitglied der National Academy of Recording Arts and Sciences, der New Jersey Association for Jazz Education, Music Educators National Conference und der American Choral Directors Association. 2016 erhielt Perry den New Jersey Jazz Education Achievement Award der New Jersey Association of Jazz Educators (NJAJE).